# Sudići (plemstvo)
Sudići su staro ugledno pleme iz Bosne, gdje su naselja imenom Sudići i čiji jedan član se spominje u XIV. stoljeću kao vitez Poljičke Republike.
Mehmet el-Sheikh el-Ebussuud el-Imadi je bio rođak obitelji Sudić.